# Hendrik III van Holstein
Hendrik III van Holstein-Rendsburg (1397 - Flensburg, 28 mei 1427) graaf van Holstein en Hertog van Sleeswijk 1404-1427 was de zoon van Gerard IV (1367-1404) en Catharina Elisabeth van Brunswijk-Lüneburg (-na 1423), op haar beurt een dochter van hertog Magnus II van Brunswijk-Lüneburg.
Zijn vader sneuvelde op 4 augustus 1404 in de slag bij Dithmarschen. Zijn moeder trad als voogd op voor de 7-jarige Hendrik. In 1408 was het huis Holstein in oorlog met Margaretha en Erik VII van Denemarken over het hertogdom Sleeswijk. In 1413 droeg zijn moeder het regentschap over. Door bemiddeling van de Hanzestad Lübeck in 1417 kwam er een wapenstilstand tussen de strijdende partijen, dat opnieuw werd gebroken in 1423. Hendrik sneuvelde op 28 mei 1427 bij de belegering van Flensburg. Hij ligt begraven in de in 1196 gebouwde St. Laurenskerk in Itzehoe.
Hij werd opgevolgd door zijn broer Adolf (als Adolf VIII in Holstein en als Adolf I in Sleeswijk).

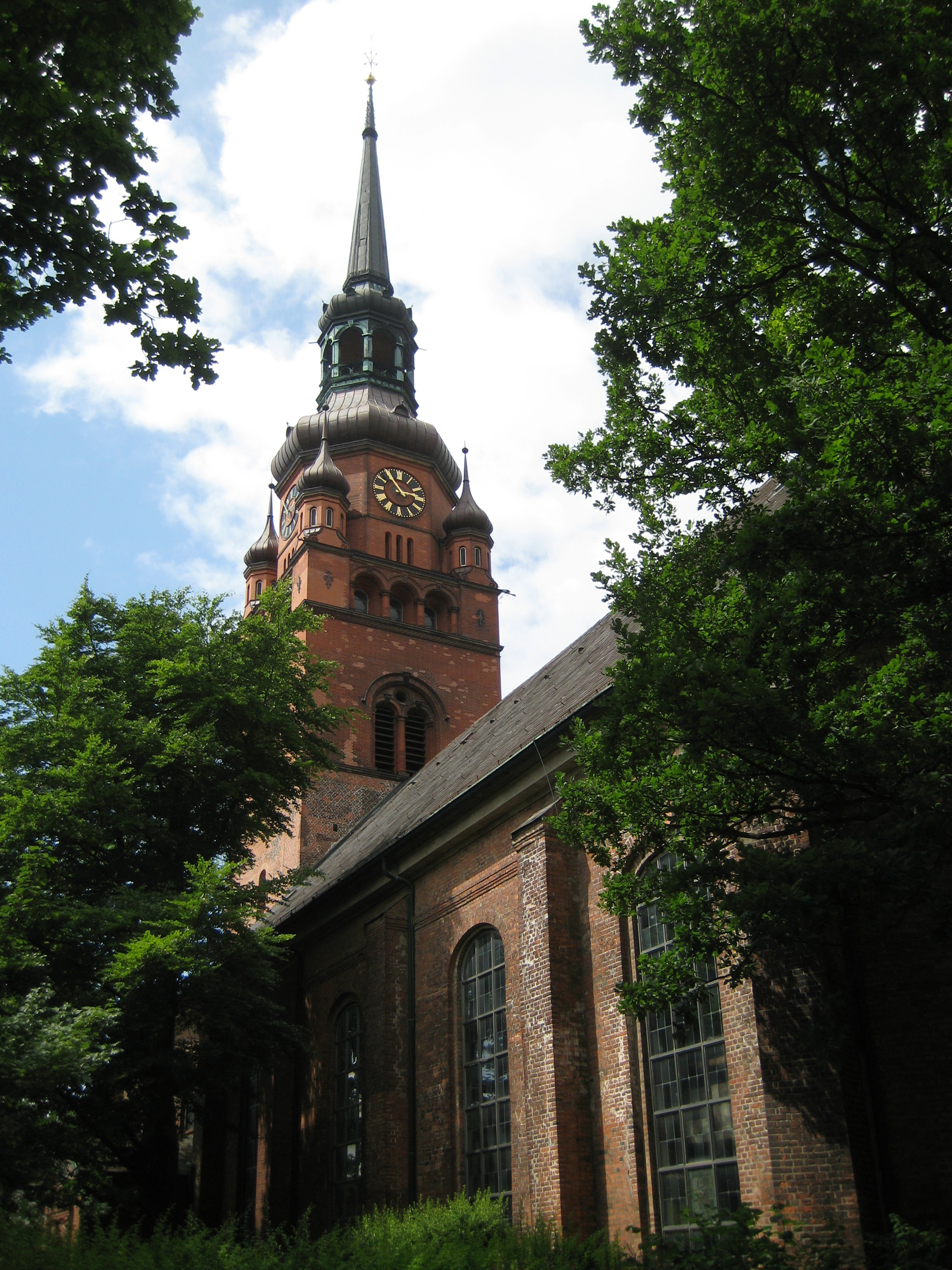
Sint Laurenskerk in Itzehoe